# Silverörad honungsfågel
Silverörad honungsfågel (Lichmera alboauricularis) är en fågel i familjen honungsfåglar inom ordningen tättingar.

## Utseende och läte
Silverörad honungsfågel är en sparvstor honungsfågel med nedåtböjd näbb. Den har en ljusbrun undersida och ljus ovansida med tydliga mörka fläckar på bröstet. På huvudet syns en vit tydlig teckning på örontäckarna. Bland lätena hörs hårt tjattrande och nasala "weet-weet-weet", liksom vassa "jit". 

## Utbredning och systematik
Silverörad honungsfågel delas in i två underarter:
- Lichmera alboauricularis olivacea – förekommer i lågland på norra Nya Guinea (Lake Sentani till Ramu River)
- Lichmera alboauricularis alboauricularis – förekommer längs sydöstra sydkusten på Nya Guinea, Doini och Rogeiaöarna

## Levnadssätt
Silverörad honungsfågel hittas i öppna kustnära områden med kärleksgräs och spridda träd. Den påträffas även i mangroveträsk och kokosplantage. Fågeln ses vanligen i vegetation nära vattendrag. 

## Status
Arten har ett stort utbredningsområde och internationella naturvårdsunionen IUCN kategoriserar arten som livskraftig. Beståndsutvecklingen är dock oklar.